# Luci Emili Paulus Macedònic
Luci Emili Paulus Macedònic (llatí: Lucius Aemilius L. f. M. n. Paullus Macedonicus) (230 o 231 aC - 160 aC) va ser un magistrat romà, el membre més distingit de la família dels Emili Paulus, que formava part de la gens Emília.
Era fill de Luci Emili Paulus i va néixer l'any 230 aC o 229 aC. Va créixer influït per les idees aristocràtiques del seu pare. Era partidari d'una estricta disciplina a l'exèrcit i va aprendre a fer auguris ingressant al col·legi d'àugurs. Se'l menciona per primer cop l'any 194 aC quan va ser nomenat un dels triumviri coloniae deducendae per la fundació d'una colònia a Crotona. L'any 192 aC va ser edil curul amb Marc Emili Lèpid, i va triomfar sobre dotze candidats que més endavant van ser cònsols. En el seu edilat va perseguir als pecuarii.
L'any 191 aC va ser pretor i va obtenir la província d'Hispània Ulterior amb títol de procònsol. A Hispània va fer la guerra als lusitans (191 a 190 aC) i va ser derrotat prop de Lyko, una ciutat dels bastetans, on va perdre sis mil homes. Però després es va recuperar i va derrotar l'enemic deixant la Bètica pacificada per un temps (190 aC).
Va tornar a Roma el 189 aC i es va presentar candidat al consolat, però les diverses vegades que ho va intentar va perdre l'elecció, fins que el 183 aC, va ser finalment elegit cònsol junt amb Gneu Bebi Tàmfil. Va exercir l'any 182 aC. El 181 aC el senat el va enviar contra els ingauns, un poble lígur que tenia un considerable poder naval i atacava les naus mercants. Els ingauns van ser sotmesos completament i les seves fortificacions arrasades. A la seva tornada a Roma va obtenir els honors del triomf. Els següents tretze anys va viure tranquil·lament a Roma, dedicat a educar als seus fills.

## Guerra de Macedònia
Ja feia alguns anys que es disputava la guerra contra el Regne de Macedònia, però no s'aconseguia el triomf definitiu i el 169 aC el poble exigia un general de gran experiència i habilitat. Alguns notables van pressionar a Paulus per presentar-se a l'elecció. Paulus ja passava dels 60 anys i no estava gaire disposat a fer la feina, però finalment, entre aclamacions, es va presentar i va ser escollit juntament amb Gai Licini Cras.
La primavera del 168 aC va derrotar els il·liris i va arribar al Regne de Macedònia i el 22 de juny va obtenir la gran victòria de Pidna que de fet va posar fi a la guerra. Perseu de Macedònia es va rendir i va ser fet presoner i portat davant Paulus que el va tractar amb cortesia i amabilitat.
El 167 aC va restar a Macedònia com a procònsol, temps que va aprofitar per visitar tota Grècia, va reparar algunes injustícies, i va fer diverses donacions. Va tornar llavors a Macedònia, residint a Amfípolis, on juntament amb els deu comissionats especials romans va decidir el futur de Macedònia. Finalment va celebrar uns esplèndids jocs. Abans de sortir de Grècia va anar a l'Epir on d'acord amb una cruel ordre del senat va donar als seus soldats seixanta ciutats que havien estat aliades de Perseu, amb permís per saquejar-les.
Llavors va anar a Oricum i va reembarcar allí per tornar a Itàlia on va arribar cap al novembre del 167 aC amb un botí força considerable, que va dipositar al tresor de la república, provocant la indignació dels soldats que en volien més part. Això va provocar alguna oposició però finalment li van ser concedits els honors del triomf que es va celebrar als darrers dies de novembre del 167. Va ser el triomf més esplèndid que Roma mai havia vist: l'acte va durar tres dies, i al davant del carro triomfal de Paulus hi anava el rei vençut i el seu fill. Al darrere anaven els dos fills grans de Paulus, Quint Fabi Màxim i Publi Corneli Escipió Africà el Jove, adoptats per les famílies dels Fabi Màxim i dels Corneli Escipió. Però per desgràcia els seus dos fills més joves van morir, un d'ells amb 12 anys, només cinc dies abans del triomf, i l'altre de 14 anys, tres dies després. Això suposava l'extinció de la família Emili Paulus.
L'any 164 aC va ser censor amb Quint Marci Filip.
Va morir el 160 aC després d'una malaltia bastant llarga. La fortuna que va deixar era tan reduïda que just va servir per pagar el dot de la seva segona muller. Paulus havia estat casat en primeres noces amb Papíria, la filla de Gai Papiri Masó (cònsol 231 aC) amb la que va tenir quatre fills (dos fills i dues filles). Se'n va divorciar i es va casar amb una segona dama de nom desconegut, amb la que va tenir dos fills (els dos morts el 167 aC) i una filla, Emília Tèrcia, que va tenir al seu torn un fill.

## Genealogia
- Marc Emili Paulus (cònsol 302 aC)
  - Marc Emili Paulus (cònsol 255 aC)
    - Luci Emili Paulus (cònsol 216 i 219 aC)
      - Luci Emili Paulus Macedònic (cònsol 182 i 168 aC), casat amb 1.- Papíria, i 2.- Dama de nom desconegut
        - (d'1) Fill gran (probablement Luci Emili Paulus) adoptat per Quint Fabi Màxim, va agafar el nom de Quint Fabi Màxim Emilià
        - (d'1) Fill jove (probablement Marc Emili Paulus) adoptat per Publi Corneli Escipió Africà el Vell, va agafar el nom de Publi Corneli Escipió Africà el Jove
        - (d'1) Emília Primera, casada amb Quint Eli Tuberó
        - (d'1) Emília Segona, casada amb Marc Porci Cató (fill del censor Marc Porci Cató)
        - (de 2) fill mort a 14 anys el 167 aC
        - (de 2) fill mort a 12 anys el 167 aC
        - Emília Tercera, casada i amb un fill el 168 aC

      - Emília, casada amb Publi Corneli Escipió Africà el Vell.